# Rubén Oscar Frassia
brasão
Rubén Oscar Frassia (Buenos Aires, 1 de dezembro de 1945) é um clérigo argentino e bispo católico romano emérito de Avellaneda-Lanús.
Rubén Oscar Frassia foi ordenado sacerdote em 24 de novembro de 1973.
O Papa João Paulo II o nomeou bispo titular de Caeciri e bispo auxiliar em Buenos Aires em 26 de fevereiro de 1992. O Arcebispo de Buenos Aires, Cardeal Antonio Quarracino, o ordenou episcopal em 4 de abril do mesmo ano; Os co-consagradores foram Carlos Walter Galán Barry, arcebispo de La Plata, e Eduardo Vicente Mirás, bispo auxiliar de Buenos Aires.
Em 22 de julho de 1993 foi nomeado primeiro bispo da diocese de San Carlos de Bariloche, que foi instituída na mesma data, e assumiu o cargo em 15 de outubro do mesmo ano. Ele foi nomeado bispo de Avellaneda em 25 de novembro de 2000 e empossado em 3 de março do ano seguinte.
Em 7 de agosto de 2020, o Papa Francisco aceitou o pedido de renúncia de Rubén Oscar Frassia.